# Équipe de nuit (chanson)
Pour les articles homonymes, voir Équipe de nuit.
Pistes de Rock'n'Roll Attitude
Quelque chose de Tennessee La Blouse de l'infirmière
Équipe de nuit est une chanson de Johnny Hallyday écrite et composée par Michel Berger. Elle est extraite de l'album Rock'n'Roll Attitude et figure en face B du 45 tours Quelque chose de Tennessee.

## Discographie
1985 :
- 26 juin album Rock'n'roll attitude
- octobre 45 tours Philips 884308-7 : Quelque chose de Tennessee, Équipe de nuit

Discographie live :
- 1988 : Johnny à Bercy et Live at Montreux 1988 (resté inédit jusqu'en 2008)